# Margarita Salas
Margarita Salas Falgueras (Canero, Asturias, 30 de noviembre de 1938-Madrid, 7 de noviembre de 2019), I  marquesa de Canero, fue una bioquímica española. Licenciada en ciencias químicas, fue discípula de Severo Ochoa, con quien trabajó en los Estados Unidos después de hacerlo con Alberto Sols en Madrid con el también científico Eladio Viñuela, ambos se encargaron de impulsar la investigación española en el campo de la bioquímica y de la biología molecular.
Inició el desarrollo de la biología molecular en España, y desarrolló su trabajo como profesora vinculada ad honorem del Consejo Superior de Investigaciones Científicas (CSIC), en el Centro de Biología Molecular Severo Ochoa de Madrid (CSIC-UAM). También fue académica de la Real Academia Española (RAE) desde 2003, y censora de la Junta de Gobierno desde 2008. En 2016 se convirtió en la primera mujer en recibir la Medalla Echegaray, otorgada por la Real Academia de Ciencias Exactas, Físicas y Naturales.

## Biografía
Sus padres fueron un psiquiatra y neurólogo, José Salas Martínez (1905-1962), y una maestra, Margarita Falgueras Gatell (1912/1913-2014), y tuvo dos hermanos, también científicos: José Salas Falgueras (1937-2008) y María Luisa "Marisa" Salas Falgueras. Severo Ochoa —de quien se puede considerar discípula— influyó en ella, alentando su interés por las ciencias.
Estudió en el Colegio de la Asunción de Gijón desde los tres hasta los dieciséis años, cuando terminó el PREU y se marchó a Madrid para realizar las pruebas de acceso de Química y Medicina. Ingresó en la facultad de Químicas y en el verano de 1958 conoció a Severo Ochoa , quien tuvo influencia en su vida y carrera y la orientó hacia la bioquímica. Obtuvo la licenciatura en Ciencias Químicas por la Universidad Complutense en 1960, con la calificación de sobresaliente. Realizó su doctorado bajo la dirección de Alberto Sols, obteniendo el grado de doctora en Ciencias por la Universidad Complutense en 1963 (tesis: Especificidad anomérica de la glucosafosfato isomerasa y otros enzimas y anomerización de hexosafosfatos). Doctora honoris causa por la UNED en 2011
En 1964, junto a su marido, Eladio Viñuela, con quien se casó en 1963, emigró a Estados Unidos, al Departamento Científico de la Escuela de Medicina de la Universidad de Nueva York, donde ambos permanecieron hasta 1967. En ese año regresaron a España con ayuda de financiación estadounidense para desarrollar la biología molecular.
El 7 de noviembre de 2019, fallece de una parada cardiorrespiratoria tras una complicación de una dolencia digestiva de la que iba a ser operada.

## Carrera científica

### Trabajo temprano
Después de su graduación en Ciencias Químicas, Margarita Salas ingresó en el laboratorio de Alberto Sols, pionero de la bioquímica en España. Bajo la dirección de Sols, realizó su tesis doctoral sobre la especificidad anomérica de la glucosa-6-fosfato isomerasa, y una vez finalizada, marchó durante tres años (1964-1967) a Estados Unidos con su marido, para trabajar como investigadora en la Universidad de Nueva York junto a Severo Ochoa. Fue una de las mejores etapas de su vida desde el punto de vista científico y cultural.

### ADN polimerasa del virus bacteriófago Φ29
Entre sus mayores contribuciones científicas destaca la determinación de la direccionalidad de la lectura de la información genética, durante su etapa en el laboratorio de Severo Ochoa, y el descubrimiento y caracterización de la ADN polimerasa del fago Φ29, que tiene múltiples aplicaciones biotecnológicas debido a su altísima capacidad de amplificación del ADN.
Fue profesora ad honorem en el Centro de Biología Molecular Severo Ochoa, centro de investigación mixto del CSIC y de la Universidad Autónoma de Madrid, donde siguió trabajando con el fago (virus bacteriófago) Φ29, de gran utilidad en la investigación en biotecnología y el cual infecta una bacteria no patógena, Bacillus subtilis. Durante la pandemia de 2020 se puso en marcha en España un proyecto de investigación para aplicar la ADN polimerasa del fago Φ29 para lograr un método de detección de la COVID-19.

## Actividad científica
El curriculum vitae de Margarita Salas cuenta con más de trescientas cincuenta publicaciones en revistas o libros internacionales y unas diez en medios nacionales. Era, además, poseedora de ocho patentes, y realizó unas cuatrocientas conferencias.
Entre sus aportaciones científicas más importantes, destacan la determinación de que la lectura del mensaje genético transcurre en la dirección 5' a 3'; la demostración de que la p6, proteína de tipo histona, coopera con la proteína p4 en la represión del promotor temprano A2c y en la activación del promotor tardío A3; la demostración de que el triplete sin sentido UAA da lugar a la terminación de la cadena polipeptídica en un sistema de Escherichia coli; el descubrimiento de una glucoquinasa específica para la fosforilación de glucosa en hígado de rata cuya síntesis depende de insulina; y su investigación acerca de la ADN polimerasa del virus bacteriófago Φ29.

## Papel como mujer en la ciencia
Cuando Margarita regresó a España en 1967, no era conocida por sus contribuciones a la ciencia, sino por ser la esposa de Eladio Viñuelas. Además, su trabajo científico no era reconocido como mujer, ya que en ese momento las científicas no solían ser reconocidas por su trabajo. En la mayoría de los casos, los hallazgos fueron atribuidos a hombres.[cita requerida]
Ella fue pionera en muchas tareas que hasta entonces solo habían sido llevadas a cabo por hombres. Margarita no consideraba esto un mérito, sino más bien una cosa fácil: como ninguna mujer había hecho antes, era fácil ser la primera.[cita requerida]
Cuando ganó el Premio Severo Ochoa de Investigación, Alberto Sols, quien había dirigido su tesis, admitió que cuando llegó a su laboratorio para hacer el doctorado, decidió darle un tema de investigación menor para que no importara si no lo conseguía sacar.
Margarita no dio importancia al problema, diciendo que no era un problema de Alberto, sino del tiempo en que vivían. Margarita ayudó a hacer la ciencia accesible a las mujeres.[cita requerida]
Siempre quiso mantenerse en contacto con la juventud e inspirar a otras mujeres a interesarse en la ciencia. Margarita Salas también fue conocida por su trabajo como mentora de muchos científicos como María Blasco, Manuel Serrano, Marisol Soengas y Jesús Ávila.

## Reconocimientos
Perteneció a varias de las más prestigiosas sociedades e institutos científicos nacionales e internacionales, colaborando y siendo miembro del consejo editorial de importantes publicaciones científicas. Obtuvo diferentes galardones, siendo nombrada Investigadora europea 1999 por la Unesco y recibió el Premio Rey Jaime I de Investigación en 1994. Fue nombrada directora del Instituto de España (1995-2003), organismo que agrupa a la totalidad de las Reales Academias Españolas.
Presidió la Fundación Severo Ochoa y dirigió anualmente el curso de la Escuela de Biología Molecular “Eladio Viñuela”, dentro de los cursos de verano de la Universidad Internacional Menéndez Pelayo en Santander.
Fue miembro de la Real Academia de Ciencias Exactas, Físicas y Naturales, de la Real Academia Española, de la Academia Europea de Ciencias y Artes, de la American Society for Microbiology y de la American Academy of Arts and Sciences, entre otras.

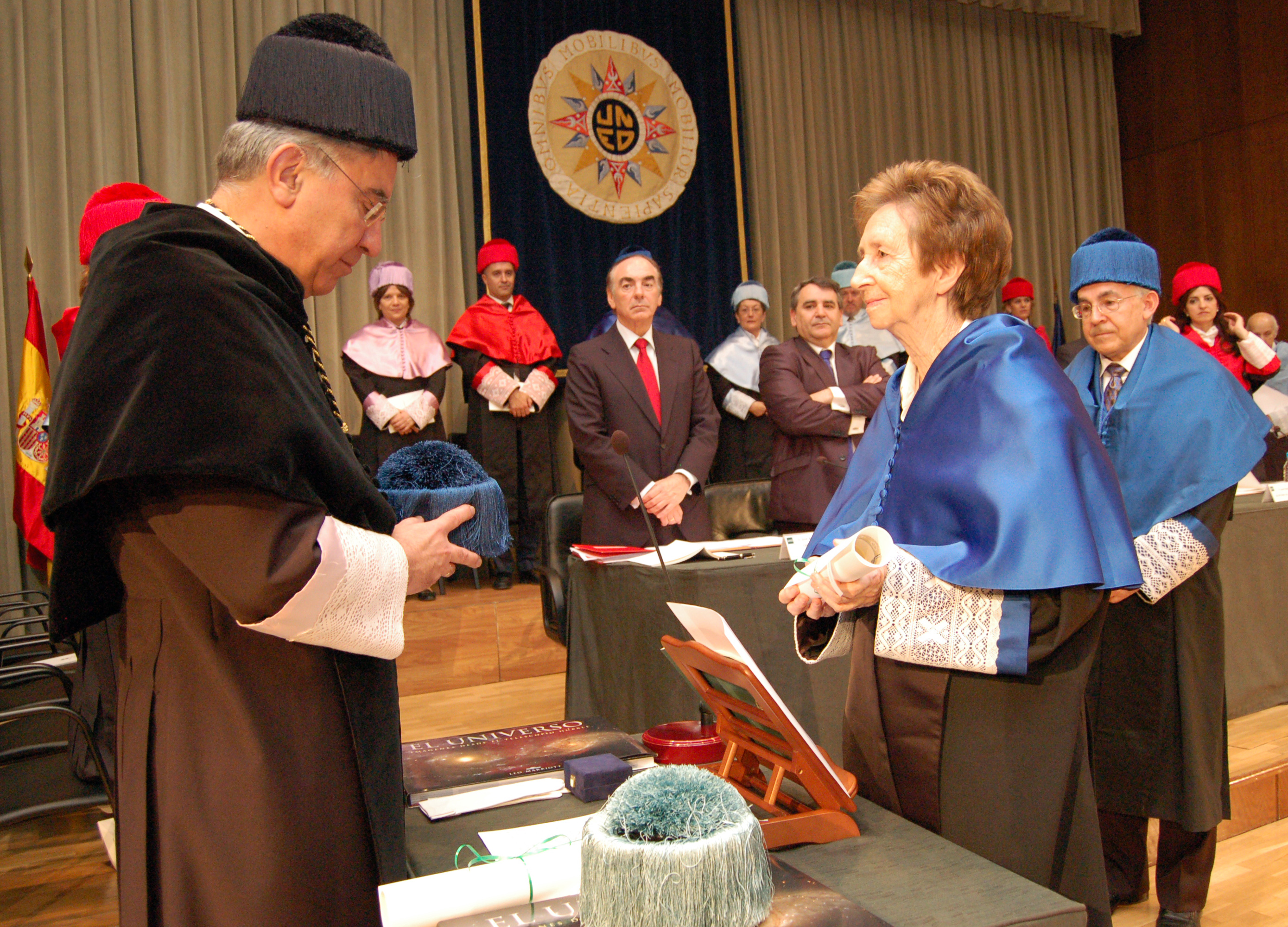
Nombramiento de Margarita Salas doctora honoris causa por la UNED

Además, fue nombrada doctora honoris causa por las universidades Rey Juan Carlos, de Oviedo, de Extremadura, de Murcia, Politécnica de Madrid, de Jaén, de Cádiz, de Málaga, por la UNED, la Internacional Menéndez Pelayo, la Carlos III de Madrid y la de la de Burgos.
En 1992 le fue puesto su nombre a un Instituto de Educación Secundaria en Majadahonda (Comunidad de Madrid). Actualmente hay otro Instituto de Educación Secundaria llamado igual en Seseña (Toledo), también lleva su nombre una UFIL (Unidad de Formación e Inserción Laboral) en Fuenlabrada (Madrid).
Fue hija adoptiva de Concejo de Valdés (Asturias) desde 1997, y de Gijón desde 2004.
Margarita Salas también era conocida por su labor como formadora de científicos como María Blasco, Manuel Serrano, Marisol Soengas, Jesús Ávila o la empresaria Cristina Garmendia.
En mayo de 2007 fue nombrada miembro de la Academia Nacional de Ciencias de Estados Unidos, convirtiéndose así en la primera mujer española que entra a formar parte de la institución. Fue nombrada miembro de la Real Academia Española en 2003, y censora de la misma en 2008.
Fue distinguida con varias calles en su honor: en 2006 una calle en Gijón, en 2009 una en Arroyo de la Encomienda, y en 2011 otra calle en el Parque Científico-Tecnológico de Almería (PITA).
En 2014 fue seleccionada por la revista Quo, en colaboración con el Consejo Superior de Investigaciones Científicas y el Consejo Superior de Deportes, para la primera «Selección Española de la Ciencia», compuesta por trece científicos españoles destacados a escala internacional.
En marzo de 2015 las Casas de Asturias en Alcalá de Henares y Alcobendas y los centros asturianos de Madrid y Tres Cantos la distinguieron con el título de «Asturiana Universal» por su «brillante y exitosa carrera internacional como científica e investigadora en el campo de la biología molecular».
Fue nombrada marquesa de Canero el 11 de julio de 2008, por Real Decreto. El título nobiliario, que será hereditario, le fue concedido por su «entrega a la investigación científica sobre la biología molecular, realizada de forma intensa y rigurosa a lo largo de toda su vida profesional»
En 2016 se le otorgó la Medalla Echegaray de la Real Academia de Ciencias Exactas, Físicas y Naturales. Es el más alto galardón científico que concede esta institución, creado a instancias de Santiago Ramón y Cajal en 1905, tras la concesión del Premio Nobel a José Echegaray. Salas fue la primera mujer en recibir este galardón, que solo se ha entregado 14 veces en más de 100 años de historia.
En 2018, desde el IES Margarita Salas que lleva su nombre en Sevilla capital, se le rindió un homenaje mediante la realización por parte de los alumnos de pruebas relativas a la vida y hallazgos de Margarita Salas.
En abril de 2018 fue investida doctora honoris causa por la Universidad Autónoma de Barcelona, y dedicó su discurso al bacteriófago Φ29.
En 2018 fue incluida en la Tabla Periódica de las Científicas para conmemorar en el 2019 el Año Internacional de la Tabla Periódica de los Elementos Químicos, por celebrarse el 150.º aniversario de la publicación de Mendeléyev.
En diciembre de 2018 fue aprobado el cambio de nombre del colegio Eliseo Godoy (maestro y militar franquista) de Zaragoza a Margarita Salas.
En diciembre de 2019 el Ayuntamiento de Gijón denomina a la Milla del Conocimiento como Margarita salas. La Milla del Conocimiento Margarita Salas consiste en un eje de diversos equipamientos culturales, educativos, científicos y empresariales al este de la ciudad de Gijón.
El 10 de diciembre de 2019 el Centro de Investigaciones Biológicas del CSIC pasa a denominarse Centro de Investigaciones Biológicas Margarita Salas.
En 2020 se le dedica el nombre de una nueva especie de gasterópodo descubierto en aguas Canarias (Rissoella salasae).
En 2021 Correos (España) dedicó un sello postal dentro de la serie Mujeres en la ciencia.
En 2023 la naviera Balearia le pone su nombre a un nuevo catamarán.

## Premios
- 1994: Premio Rey Jaime I de Investigación Básica.[48]
- 1997: Medalla del Principado de Asturias.[19]
- 1999: Premio Nacional de Investigación Santiago Ramón y Cajal.[19]
- 2000: Premios L'Oréal-UNESCO a Mujeres en Ciencia[49][19]
- 2001: Elegida entre las 100 Mujeres del siglo XX que abrieron el camino a la igualdad en el siglo XXI por el Consejo de la Mujer de la Comunidad de Madrid.[19]
- 2002: Premio Isabel Ferrer de la Generalidad Valenciana.[19]
- 2002: Medalla de Oro de la Comunidad de Madrid.[19]
- 2003: Gran Cruz de la Orden Civil de Alfonso X el Sabio.[19][50]
- 2004: Premio Internacional de Ciencia e Investigación de la Fundación Cristóbal Gabarrón.[19]
- 2005: Medalla de Oro de la Medalla al Mérito en el Trabajo.[51]
- 2005: Medalla de Honor de la Universidad Complutense de Madrid.[19]
- 2006: Premio a la Excelencia concedido por FEDEPE (Federación Española de Mujeres Directivas, Ejecutivas, Profesionales y Empresarias).[52]
- Medalla de Oro del Colegio Oficial de Veterinarios del Principado de Asturias.[19]
- 2008: XL Premio Lección Conmemorativa Jiménez Díaz. Fundación Conchita Rábago.
- 2009: Título de Embajadora Honoraria de la Marca España, categoría de Ciencias e Innovación, que falla el Foro de Marcas Renombradas Españolas con el beneplácito del Ministerio de Asuntos Exteriores y Cooperación.[53]
- 2009: Premio Mujer Líder 2009, concedido por la Fundación Rafael del Pino, Aliter y Merck.[54]
- 2009: Premio a “Toda una vida profesional” de la Fundación Mapfre.[55]
- 2011: Premio Mujeres Progresistas, otorgado por la Federación de Mujeres Progresistas.[56]
- 2014: Premio a la Excelencia Química, concedido por el Consejo General de Colegios Oficiales de Químicos de España.[57]
- 2015: Premio internacional Madrid Woman´s Week Mujer y Ciencia, concedido por la Fundación Woman´s Week.
- 2016: Medalla Echegaray de la Academia de Ciencias Exactas, Físicas y Naturales.[39]
- 2017: I Premio al Talento Sin Género y Sin Generación de la Asociación Española de Ejecutiv@s y Consejer@s (EJE&CON) Mención de Honor a Margarita Salas en reconocimiento a su trayectoria profesional pionera y modelo para muchas mujeres.
- 2018: III Premio Manchaarte.[58]
- 2019: Premio al Inventor Europeo 2019 en la categoría Lifetime Achievement y en la categoría Popular Prize.[59]
- 2019: Medalla al Mérito en la Investigación y en la Educación Universitaria, en su categoría de Oro.[60]